# グラスコック郡 (ジョージア州)
座標: 北緯33度14分 西経82度37分 / 北緯33.23度 西経82.61度
グラスコック郡（グラスコックぐん、英: Glascock County）は、アメリカ合衆国のジョージア州にある郡。郡庁所在地はギブソン (Gibson)である。2000年国勢調査時の人口は2556人だったが、2007年の推計時には2771人に増えた。

## 歴史
郡名は米英戦争で下士官、セミノール戦争では陸軍大将として戦功を挙げ、下院議員も務めたトーマス・グラスコック（1780年 - 1841年）にちなみ名づけられた。

## 地理
国勢調査局によると、この郡の総面積は373平方キロ（144平方マイル）で、うち0.21%が水域となっている。
幹線道路
- 州道80号線
- 州道102号線
- 州道123号線
- 州道171号線

隣接する郡
- ウォーレン郡（北）
- ジェファーソン郡（南東）
- ワシントン郡（南西）
- ハンコック郡（北西）

## 人口動態

2000年国勢調査の結果をもとに作成した郡の人口ピラミッド

2000年の国勢調査時点で、この郡には2556人、1004世帯、715家族が暮らしている。人口密度は1平方キロあたり7人で、平方マイルに換算すると18人となる。住居数は1192軒で、1平方キロに平均3軒（1平方マイルあたりでは8軒）が建っていることになる。住民のうち白人は90.61%、アフリカ系は8.29%、ネイティブ・アメリカンは0.23%、その他の人種は0.12%、混血は0.74%、ヒスパニック（ラテン系）は0.47%を占める。
1004世帯のうち32.8%は18歳未満の子供と暮らしており、58.7%は夫婦で生活している。9.6%は未婚の女性が世帯主であり、28.7%は家族以外の住人と同居している。26.3%が独り身世帯で、11.9%を独居老人の世帯が占める。1世帯あたりの平均構成人数は2.44人、家庭の平均構成人数は2.94人である。
住民のうち23.8%が18歳未満の未成年、7.7%が18歳以上24歳以下、26.8%が25歳以上44歳以下、23.5%が45歳以上64歳以下、18.2%が65歳以上となっており、平均年齢は40歳である。女性100人に対して男性が92.5人いる一方、18歳以上の女性100人に対しては87.6人いる。
一世帯あたりの平均収入は2万9743米ドル、家族ごとでは3万6629米ドルである。男性の平均収入は3万2896米ドル、女性の平均収入は2万2500米ドルで、労働者でない人々も含めた住民一人当たりの収入は1万4185米ドルとなる。総人口の17.2%、家族の9.4%、18歳未満の子供の10.7%、および65歳以上の高齢者の38.5%は貧困線以下の収入で生計を立てている。

## 市町村
- アグリコーラ (Agricola)
- バストンビル (Bastonville)
- エッジヒル (en:Edge Hill, Georgia)
- ギブソン (en:Gibson, Georgia)
- ミッチェル (en:Mitchell, Georgia)